# Векшин, Василий Иванович
Василий Иванович Векшин (род. 12 декабря 1927, с. Аладьино) — советский актёр.
Родился 12 декабря 1927 года в селе Аладьино, Калининская область СССР (ныне Тверская область) в семье служащего.
Окончил актёрский факультет Ленинградского государственного театрального института имени А. Островского в 1957 году.
В 1951—1953 годах работал администратором кинотеатра «Аврора» в городе Ленинграде. С 1954 года — актёр Днепропетровского театра русской драмы имени М. Горького. С 1963 года — актёр Одесского русского драматического театра имени А. Иванова.

## Фильмография
1. 1959 — Жажда — Калина
2. 1959 — Горячая душа
3. 1959 — Зелёный фургон — «Красавчик», Сергей Цымбалюк
4. 1960 — Крепость на колёсах — комиссар Самарин
5. 1960 — Возвращение
6. 1961 — Гулящая — Григорий Петрович Проценко, квартирант
7. 1962 — Чудак-человек — член суда
8. 1962 — Исповедь
9. 1963 — Молодожён — Василий
10. 1963 — Мечте навстречу
11. 1965 — Одесские каникулы — комендант порта
12. 1965 — Эскадра уходит на запад — белогвардейский офицер
13. 1967 — Первый курьер  — подпольщик
14. 1970 — Время аистов
15. 1975 — Что с тобой происходит? — папа Мити
16. 1975 — Повторная свадьба — официант
17. 1978 — По улицам комод водили
18. 1978 — Любаша — Васька
19. 1979 — Приключения Электроника — Васильев, тренер хоккейной команды
20. 1979 — Аллегро с огнём — заместитель командующего
21. 1984 — Две версии одного столкновения
22. 1986 — Секретный фарватер
23. 1986 — Размах крыльев — генеральный конструктор
24. 1988 — Приморский бульвар — начальник службы благоустройства
25. 1989 — В знак протеста
26. 1992 — Мушкетёры двадцать лет спустя — главнокомандующий Карла I
27. 1992 — Время Икс — Генсек ООН
28. 1997 — Принцесса на бобах